# Nimcha
La Nimcha è la scimitarra sviluppatasi nell'Africa Nord-Occidentale (specialmente Marocco) dal modello del Kilij, la scimitarra dei Turchi.